# VC Offenburg
Der Volleyballclub Offenburg 1985 e. V. ist ein Sportverein aus Offenburg, dessen Volleyball-Frauenmannschaft als VC Printus Offenburg in der 2. Bundesliga Süd vertreten war und hier dreimal die Meisterschaft gewann.

## Vereinsgeschichte
Aus der Volleyballabteilung des ESV Offenburg traten im Frühjahr 1985 150 Mitglieder aus, um einen eigenen Verein zu gründen. Den Gründungsvorstand des VC Offenburg bildeten der erste Vorsitzende Norbert Jenner sowie Herbert Kern, Helmut Schmidt und Thomas Vogt, unter dessen Führung die Versammlung ablief. 1987 übernahm Fritz Scheuer die Vereinsleitung. 1996 betrug die Mitgliederzahl 550 mit einem Jugendanteil von über 50 %. Im Jahr 2000 erkämpfte die B-Jugend des VCO die deutsche Meisterschaft, ein Jahr später erhielt der Verein das grüne Band für hervorragende Nachwuchsförderung. 2002 gewann die Männermannschaft der Trainer Scheuer und Vogt das Aufstiegsturnier der Regionalligameister Süd, Südost, West und Ost in Grafing und qualifizierte sich für die zweite Bundesliga Süd. Alle Spieler des Siegerteams spielten schon seit der E-Jugend beim VCO und stammen aus Offenburg. Die Mannschaft stieg jedoch in der folgenden Saison wieder ab.
Besser machte es das Frauenteam, das 2009 mit Fritz Scheuer als Trainer den Aufstieg in die zweithöchste deutsche Spielklasse erreichte. Im ersten Jahr wurde die Mannschaft Zehnter, in der Saison 2010/11 mit der neuen Trainerin Tanja Scheuer gelang eine Verbesserung um einen Platz und in der folgenden Spielzeit belegte das Team den achten Rang im Abschlussklassement. 2013 gelang der Klassenerhalt erst am letzten Spieltag, der zehnte Platz wurde nur durch das bessere Satzverhältnis erreicht. In den folgenden beiden Jahren wurde der VCO wie schon 2012 Achter. In der Saison 2015/16 gewannen die Offenburgerinnen zum ersten Mal die Meisterschaft der zweiten Liga Süd, verzichteten jedoch auf den Aufstieg. Nach der Vizemeisterschaft 2017 gewann man 2018 sowie 2019 erneut die Meisterschaft. Danach wurde die Mannschaft aus finanziellen und organisatorischen Gründen in die 3. Liga Süd zurückgezogen. Als Letztplatzierter der Dritten Liga Süd 2022/23 stieg der VCO 2023 in die Regionalliga Süd ab. Bereits eine Saison später stieg der VCO wieder in Dritte Liga Süd auf.
Aus der Jugend des VC Offenburg hervor ging die 58fache Nationalspielerin Atika Bouagaa.